# Deep Junior
Deep Junior é um programa de xadrez para computadores criado pelos programadores israelenses  Amir Ban e Shay Bushinsky. O grande mestre Boris Alterman ajudou nas jogadas de aberturas do programa. 
Deep Junior foi bicampeão mundial na categoria para computadores em 2001 e 2002.
O programa usa a interface do ChessBase e um dos diferenciais do programa em relação aos outros é a sua maneira de realizar as jogadas baseando menos no material e mais em posicionamento e exposição do adversário.
Durante a partida 5 do match contra Kasparov em 2003, Junior realizou um sacrifício inimaginável para um computador conquistando um curto empate com as pretas. O resultado final deste match foi de 3 a 3.